# Helige ärkeängeln Mikaels kyrka, Plovdiv
Helige ärkeängeln Mikaels kyrka (bulgariska: Храм Свети Архангел Михаил; translitteration: Hram Sveti Arhangel Mihail) är en bulgarisk-ortodox kyrkobyggnad belägen i staden Plovdiv, i regionen Plovdiv, i Bulgarien.
Kyrkan är helgad åt ärkeängeln Mikael och tillhör Plovdivs stift.

## Historik
Den tidigare kyrkan började att byggas år 1880 och stod klar 1882. Under en stor jordbävning som inträffade 1928 totalförstördes kyrkan.
Den nuvarande kyrkan började att restaureras elva år senare och invigdes 1941.

## Iventarier
Kyrkans ikonostas tillverkades 1959 av Petar Kushlev.

## Bilder

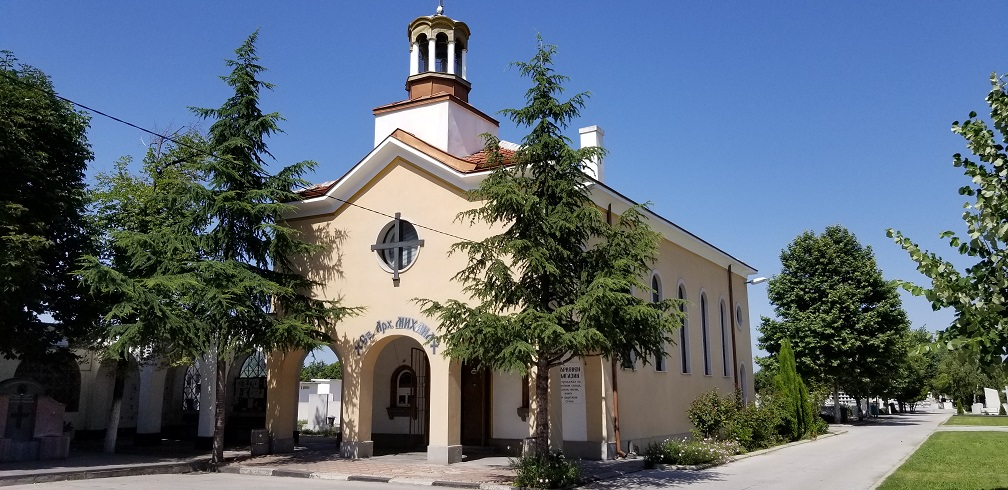
Framsidan.